# Los Angeles Lakers 1978-1979
La stagione 1978-79 dei Los Angeles Lakers fu la 30ª nella NBA per la franchigia.
I Los Angeles Lakers arrivarono terzi nella Pacific Division della Western Conference con un record di 47-35. Nei play-off vinsero il primo turno con i Denver Nuggets (2-1), perdendo poi la semifinale di conference con i Seattle SuperSonics (4-1).

## Roster
| N° | Naz.                   | Ruolo | Sportivo            | Anno | Alt. | Peso |
| -- | ---------------------- | ----- | ------------------- | ---- | ---- | ---- |
| 2  | Stati Uniti (bandiera) | A     | Kenny Carr          | 1955 | 201  | 100  |
| 4  | Stati Uniti (bandiera) | GA    | Adrian Dantley      | 1956 | 196  | 94   |
| 5  | Stati Uniti (bandiera) | G     | Jim Price           | 1949 | 191  | 88   |
| 10 | Stati Uniti (bandiera) | G     | Norm Nixon          | 1955 | 188  | 77   |
| 15 | Stati Uniti (bandiera) | G     | Ron Carter          | 1956 | 196  | 86   |
| 21 | Stati Uniti (bandiera) | GA    | Michael Cooper      | 1956 | 196  | 77   |
| 23 | Stati Uniti (bandiera) | GA    | Lou Hudson          | 1944 | 196  | 95   |
| 24 | Stati Uniti (bandiera) | GA    | Ron Boone           | 1946 | 188  | 91   |
| 30 | Stati Uniti (bandiera) | G     | Brad Davis          | 1955 | 191  | 82   |
| 33 | Stati Uniti (bandiera) | C     | Kareem Abdul-Jabbar | 1947 | 218  | 102  |
| 35 | Stati Uniti (bandiera) | A     | Don Ford            | 1952 | 206  | 98   |
| 40 | Stati Uniti (bandiera) | AC    | Dave Robisch        | 1949 | 208  | 107  |
| 52 | Stati Uniti (bandiera) | GA    | Jamaal Wilkes       | 1953 | 198  | 86   |

## Staff tecnico
- Allenatore: Jerry West
- Vice-allenatori: Stan Albeck, Jack McCloskey
- Preparatore atletico: Jack Curran